# سلطان مارد
سلطان مارد هو شخصية غامضة في التاريخ النجدي السعودي. كان حاكما على الأسياح وتمرد على شخص مجهول أرسله لضبط الأوضاع بها. وأسس قصره الخاص الشهير "قصر مارد". ويُرجح إنه عاش في القرن العاشر الهجري. ويرجح البعض أيضا إنه عاش في النصف الثاني من القرن التاسع الهجري في الفترة بين عامي 850 و900 هـ. ورجح عدد من الباحثين أن سلطان مارد هو الحسن بن زبيري، الحاكم السابق للمدينة المنورة.

## اسمه وأصله
لا يُعرف شيء عن اسم سلطان مارد غير اسمه شخصا "سلطان" وجزء مارد في اسمه لقب به لانه تمرد على الحاكم المجهول الذي أرسله. وقيل في أصله عدة اقوال ومنها:
- إنه كان ذو اصل رومي.[1]
- إنه ذو اصل تركي.[1]
- إنه كان عبدا ذو بشرة سوداء.[1]

وقيل ان سلطان مارد هو أحد الأشراف الذي اسمه الحسن بن زبيري، الذي كان حاكما للمدينة المنورة وقام بكسر الغرفة النبوية وأخذ ما أخذ منها ثم هرب، وسكن بديار نجد وبنى قصرا سماه قصر مارد وسمى نفسه سلطان مارد. ودعم هذا القول علي بن محمد الفهيد صاحب كتاب الكامل في تاريخ الأسياح. وكان قد شكل قوته بعد خروجه من المدينة من الأكراد وقليلا من الأتراك من ضمنهم مهندسين وبنائين وفنيين ماهرين هم من قاموا ببناء قصر مارد والسد وبعثوا عيون الأسياح. فأعاد بعث الأسياح (النباج) وزرع أرضها وجمع حولها أبناء البادية.

## تمرده
يُذكر أن سلطان مارد كان واليا لأحد حكام العراق العثمانيين، وتم إرساله مع كتيبة من الجنود إلى الأسياح لحماية الحجاج العراقيين من هجمات القبائل. ووكلت له الحفاظ على أمن شرق الطريق كله، وقام بجعل الأسياح مقرا له. إلا ان بيئة الأسياح أعجبته وجودة تربتها للزراعة، فقام بالتمرد عليه. واعلن استقلاله بالأسياح.
وقيل أيضا:«أن سلطان مارد مر بالأسياح حاجا فلما أن وصل إليها بجنوده، وكان من رجال الدولة العثمانية إذ ذاك وقف على موضع العين الأولى التي تنسب إليه لما رأها ينبع ماؤها، وقد دل عليها وذكرت له إمارات هناك فقال لمن معه من الجنود لقد فاتنا الحج في هذه السنة، ثم أخذ يحتقر العين المذكورة، ثم إنه بنى قصره الذي يقع عنها شرقا، فلما أن اعتصم بالقصر قطع مواصلته بالدولة وبذل ما عنده من الأموال التي جهزته بها دولته فيما يختص به وتمرد عليها.»

## الأسياح في فترة حكمه
يُذكر أن سلطان مارد عندما وصل إلى بلدة الأسياح قام بتزعم عامة الناس، والتفت إلى النواحي العمرانية فيها فحبس مسايل السيل، وحصن الحصون، فأمنت البلاد في عصره، وأصبح سيدا لتلك الناحية. وقام ببناء قصره وسدا يسمى "المسكر". وقيل ان عبد الله بن عامر بن كريز، هو الذي بناه وليس سلطان مارد. وتم نسب كل بقايا الآثار الزراعية والمعمارية إلى سلطان مارد.

## نهاية حكمه ومقتله
يُذكر أن نهاية حكم سلطان مارد كانت على يد الضياغم من قبيلة شمر. وقيل الأساعدة من قبيلة عتيبة. حيث أنه دارت معركة بين القبيلتين وسلطان مارد، وقُتل فيها سلطان مارد.

وقصة موته كما قالها إبراهيم بن عبيد آل عبد المحسن: